# Volley

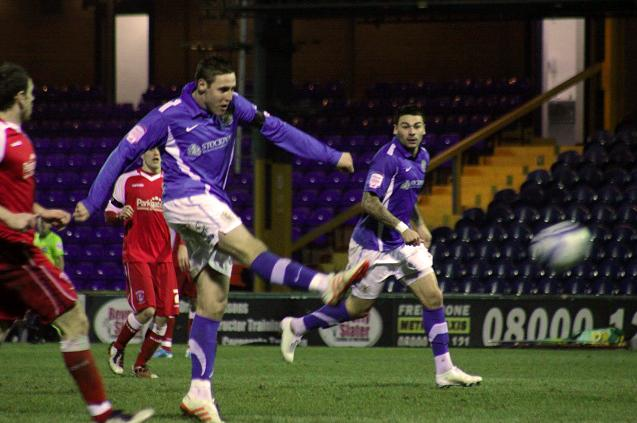
Volley im Fußball

Volley, im Fußball auch Direktabnahme genannt, bezeichnet im Ballsport das Spielen eines Balls, bevor dieser den Boden erreicht. Im Volleyball gehört dies zum Spielziel; beim Fußball, Tennis oder Squash ist es eine Spieltechnik. Das Wort stammt aus dem französischen volée und bedeutet „Flug“.

## Volley im Tennis
Im Tennis gibt es drei verschiedene Arten des Volleys: den Vorhand-, Rückhand- und Überkopfvolley. Neben der Bezeichnung Volley wird im Tennis auch häufig der Begriff Flugball verwendet.

### Schlagtechnik
Beim Volley wird im Unterschied zu den Grundlinienschlägen (ausgenommen Slice) der Schläger von oben nach unten geführt. Hierbei wird entweder versucht, den Ball auf einem extremen Winkel oder sehr kurz (Volley-stop, engl. drop volley) zu spielen. Bei hoch ankommenden Bällen wird der Ball häufig Überkopf geschmettert, was meist einen direkten Punktgewinn zur Folge hat. Früher wurde der sogenannte Kontinentalgriff als Universalgriff für Volleyspiele gelehrt, was meist eine Schwäche bei Vorhandvolleys zur Folge hatte. In der modernen Tennislehre wird, wie bei den Grundlinienschlägen, zwischen Vor- und Rückhandflugball unterschieden. In der Rückhand und Überkopf wird weiterhin der Kontinentalgriff verwendet, die Vorhand wird jedoch mit dem Semikontinentalgriff geschlagen.

### Taktische Verwendung
Rückt ein Spieler ans Netz vor, will er damit den Gegenspieler unter Druck setzen. Durch kurze Ballflugzeiten wird oft mit dem nächsten Schlag des am Netz Stehenden ein direkter Punkt erreicht. Erkennt der Gegner jedoch die Absicht des Angreifers, kann der defensiv ausgerichtete Spieler mit einem Passierball oder einem Lob punkten.